# Haemonides candida
Haemonides candida är en fjärilsart som beskrevs av Constant Vincent Houlbert 1917. Haemonides candida ingår i släktet Haemonides och familjen Castniidae. Inga underarter finns listade i Catalogue of Life.